# Élections législatives de 1973 dans la Côte-d'Or
Les élections législatives françaises de 1973 se déroulent les 4 et 11 mars 1973. Dans le département de la Côte-d'Or, quatre députés sont à élire dans le cadre de quatre circonscriptions.

## Élus
| Circonscription | Député sortant                               | Parti | Parti | Député élu ou réélu | Parti | Parti |
| --------------- | -------------------------------------------- | ----- | ----- | ------------------- | ----- | ----- |
| 1re             | Robert Poujade suppléant de René Blas        |       | UDR   | Robert Poujade      |       | UDR   |
| 2e              | Henry Berger                                 |       | UDR   | Henry Berger        |       | UDR   |
| 3e              | Henri Moine suppléant de Jean-Philippe Lecat |       | UDR   | Jean-Philippe Lecat |       | UDR   |
| 4e              | Gilbert Mathieu                              |       | RI    | Gilbert Mathieu     |       | RI    |

## Résultats

### Résultats à l'échelle du département
| Parti                 | Parti                                   | Premier tour | Premier tour | Second tour | Second tour | Sièges |
| Parti                 | Parti                                   | Voix         | %            | Voix        | %           | Sièges |
| --------------------- | --------------------------------------- | ------------ | ------------ | ----------- | ----------- | ------ |
|                       | Union des démocrates pour la République | 68 955       | 35,75        | 83 305      | 42,95       | 3      |
|                       | Républicains indépendants               | 19 021       | 9,86         | 23 383      | 12,05       | 1      |
|                       | Union des républicains de progrès       | 87 976       | 45,61        | 106 688     | 55,00       | 4      |
|                       |                                         |              |              |             |             |        |
|                       | Parti communiste français               | 32 180       | 16,68        | 15 293      | 7,88        | 0      |
|                       | Parti socialiste                        | 27 134       | 14,07        | 53 677      | 27,67       | 0      |
|                       | Mouvement des radicaux de gauche        | 16 135       | 8,36         | 18 319      | 9,44        | 0      |
|                       | Parti socialiste unifié                 | 2 789        | 1,45         |             |             | 0      |
|                       | Union de la gauche                      | 78 238       | 40,56        | 87 289      | 45,00       | 0      |
|                       |                                         |              |              |             |             |        |
|                       | Mouvement réformateur                   | 23 451       | 12,16        | Retrait     | Retrait     | 0      |
|                       | Extrême gauche                          | 3 230        | 1,67         |             |             | 0      |
|                       |                                         |              |              |             |             |        |
| Inscrits              | Inscrits                                | 248 339      | 100,00       | 248 289     | 100,00      | 4      |
| Abstentions           | Abstentions                             | 51 910       | 20,9         | 48 989      | 19,73       |        |
| Votants               | Votants                                 | 196 429      | 79,1         | 199 300     | 80,27       |        |
| Blancs et nuls        | Blancs et nuls                          | 3 534        | 1,8          | 5 323       | 2,67        |        |
| Exprimés              | Exprimés                                | 192 895      | 98,2         | 193 977     | 97,33       |        |
| Source : Data.gouv.fr |                                         |              |              |             |             |        |

### Résultats par circonscription

#### Première circonscription (Dijon-I)
| Candidat       | Candidat                     | Parti          | Premier tour | Premier tour | Second tour | Second tour |  |
| Candidat       | Candidat                     | Parti          | Voix         | %            | Voix        | %           |  |
| -------------- | ---------------------------- | -------------- | ------------ | ------------ | ----------- | ----------- |  |
|                | Robert Poujade sortant réélu | UDR (URP)      | 27 455       | 45,3         | 32 419      | 53,36       |  |
|                | Maurice Fourrier             | PS (UGSD)      | 14 174       | 23,39        | 28 337      | 46,64       |  |
|                | Guy Hermier                  | PCF            | 9 666        | 15,95        | Retrait     | Retrait     |  |
|                | Jean Bozo                    | CD (MR)        | 7 097        | 11,71        |             |             |  |
|                | François Chaudat             | LO             | 1 588        | 2,62         |             |             |  |
|                | Annick Bony                  | OCT            | 624          | 1,03         |             |             |  |
|                |                              |                |              |              |             |             |  |
| Inscrits       | Inscrits                     | Inscrits       | 78 110       | 100,00       | 78 111      | 100,00      |  |
| Abstentions    | Abstentions                  | Abstentions    | 16 372       | 20,96        | 15 651      | 20,04       |  |
| Votants        | Votants                      | Votants        | 61 738       | 79,04        | 62 460      | 79,96       |  |
| Blancs et nuls | Blancs et nuls               | Blancs et nuls | 1 134        | 1,84         | 1 704       | 2,73        |  |
| Exprimés       | Exprimés                     | Exprimés       | 60 604       | 98,16        | 60 756      | 97,27       |  |

#### Deuxième circonscription (Dijon-II)
| Candidat       | Candidat                   | Parti          | Premier tour | Premier tour | Second tour | Second tour |  |
| Candidat       | Candidat                   | Parti          | Voix         | %            | Voix        | %           |  |
| -------------- | -------------------------- | -------------- | ------------ | ------------ | ----------- | ----------- |  |
|                | Henry Berger sortant réélu | UDR (URP)      | 23 029       | 43,41        | 28 701      | 53,11       |  |
|                | Pierre Palau               | PS (UGSD)      | 12 960       | 24,43        | 25 340      | 46,89       |  |
|                | Marcel Caignol             | PCF            | 7 313        | 13,78        | Retrait     | Retrait     |  |
|                | Jacques Chevrot            | MR             | 6 935        | 13,07        | Retrait     | Retrait     |  |
|                | Marie-Thérèse Ginet        | PSU            | 1 799        | 3,39         |             |             |  |
|                | Aimé Thirard               | LCR            | 1 018        | 1,92         |             |             |  |
|                |                            |                |              |              |             |             |  |
| Inscrits       | Inscrits                   | Inscrits       | 69 323       | 100,00       | 69 310      | 100,00      |  |
| Abstentions    | Abstentions                | Abstentions    | 15 267       | 22,02        | 13 903      | 20,06       |  |
| Votants        | Votants                    | Votants        | 54 056       | 77,98        | 55 407      | 79,94       |  |
| Blancs et nuls | Blancs et nuls             | Blancs et nuls | 1 002        | 1,85         | 1 366       | 2,47        |  |
| Exprimés       | Exprimés                   | Exprimés       | 53 054       | 98,15        | 54 041      | 97,53       |  |

#### Troisième circonscription (Beaune)
| Candidat         | Candidat                | Parti          | Premier tour | Premier tour | Second tour | Second tour |  |
| Candidat         | Candidat                | Parti          | Voix         | %            | Voix        | %           |  |
| ---------------- | ----------------------- | -------------- | ------------ | ------------ | ----------- | ----------- |  |
|                  | Jean-Philippe Lecat élu | UDR (URP)      | 18 471       | 46,27        | 22 185      | 54,77       |  |
|                  | Pierre Charles          | MRG (UGSD)     | 10 916       | 27,35        | 18 319      | 45,23       |  |
|                  | Marcel Harbelot         | PCF            | 5 441        | 13,63        | Retrait     | Retrait     |  |
|                  | Philippe Demoisy        | CD (MR)        | 5 090        | 12,72        |             |             |  |
|                  |                         |                |              |              |             |             |  |
| Inscrits         | Inscrits                | Inscrits       | 51 904       | 100,00       | 51 896      | 100,00      |  |
| Abstentions      | Abstentions             | Abstentions    | 11 235       | 21,65        | 10 539      | 20,31       |  |
| Votants          | Votants                 | Votants        | 40 669       | 78,35        | 41 357      | 79,69       |  |
| Blancs et nuls   | Blancs et nuls          | Blancs et nuls | 751          | 1,85         | 853         | 2,06        |  |
| Exprimés         | Exprimés                | Exprimés       | 39 918       | 98,15        | 40 504      | 97,94       |  |
| Source : CEVIPOF |                         |                |              |              |             |             |  |

#### Quatrième circonscription (Montbard)
| Candidat       | Candidat                      | Parti          | Premier tour | Premier tour | Second tour | Second tour |  |
| Candidat       | Candidat                      | Parti          | Voix         | %            | Voix        | %           |  |
| -------------- | ----------------------------- | -------------- | ------------ | ------------ | ----------- | ----------- |  |
|                | Gilbert Mathieu sortant réélu | RI (URP)       | 19 021       | 48,38        | 23 383      | 60,46       |  |
|                | Jacques Garcia                | PCF            | 9 760        | 24,82        | 15 293      | 39,54       |  |
|                | Georges Bénar                 | MRG (UGSD)     | 5 219        | 13,27        | Retrait     | Retrait     |  |
|                | Pierre Rebourg                | CD (MR)        | 4 329        | 11,01        |             |             |  |
|                | Gabriel Blaise                | PSU            | 990          | 2,52         |             |             |  |
|                |                               |                |              |              |             |             |  |
| Inscrits       | Inscrits                      | Inscrits       | 49 002       | 100,00       | 48 972      | 100,00      |  |
| Abstentions    | Abstentions                   | Abstentions    | 9 036        | 18,44        | 8 896       | 18,17       |  |
| Votants        | Votants                       | Votants        | 39 966       | 81,56        | 40 076      | 81,83       |  |
| Blancs et nuls | Blancs et nuls                | Blancs et nuls | 647          | 1,62         | 1 400       | 3,49        |  |
| Exprimés       | Exprimés                      | Exprimés       | 39 319       | 98,38        | 38 676      | 96,51       |  |